# Stripped Live in the UK
Stripped Live in the UK es el segundo DVD en concierto de la cantante estadounidense Christina Aguilera en el Reino Unido, grabado durante la gira Stripped World Tour en el año 2003. En el mes de junio de 2008, hubo un relanzamiento del DVD en el Reino Unido en determinadas tiendas por tiempo limitado, la nueva versión incluyen la canción "Make Over" y una versión ampliada o "What a Girl Wants".

## Concierto
1. Stripped Intro Part 1
2. Dirrty
3. Get Mine, Get Yours
4. The Voice Within
5. Genie in a Bottle (East Indian/Rock Remix)
6. Can't Hold Us Down
7. Contigo en la distancia/Falsas esperanzas
8. Infatuation
9. Come On Over Baby (All I Want Is You) (Acoustic Version)
10. Cruz
11. Loving Me 4 Me
12. Impossible
13. At Last
14. Lady Marmalade
15. Walk Away
16. Fighter
17. Stripped Intro Part 2
18. What a Girl Wants
19. Beautiful (Encore)

- Del DVD fue eliminado la presentación de Make Over por su parecido a la canción Overload del grupo británico Sugababes.

## Posiciones y certificaciones
| País           | Peak | Certificación | Ventas   |
| -------------- | ---- | ------------- | -------- |
| Alemania       | 2    | Gold          | 100,000+ |
| Australia      |      | 3xPlatinum    | 45,000+  |
| Estados Unidos | 3    | Platinum      | 200,000+ |

- Datos: Q2451514